# Меканиксвил (Ајова)
Меканиксвил (енгл. Mechanicsville) град је у америчкој савезној држави Ајова. По попису становништва из 2010. у њему је живело 1.146 становника.

## Демографија
Према попису становништва из 2010. у граду је живело 1.146 становника, што је -27 (-2.3%) становника више него 2000. године.
| Група             | 2000.         | 2010.         |
| Белци             | 1.139 (97,1%) | 1.106 (96,5%) |
| Афроамериканци    | 1 (0,1%)      | 3 (0,3%)      |
| Азијати           | 1 (0,1%)      | 4 (0,3%)      |
| Хиспаноамериканци | 16 (1,4%)     | 19 (1,7%)     |
| Укупно            | 1.173         | 1.146         |